# Schluttergasse

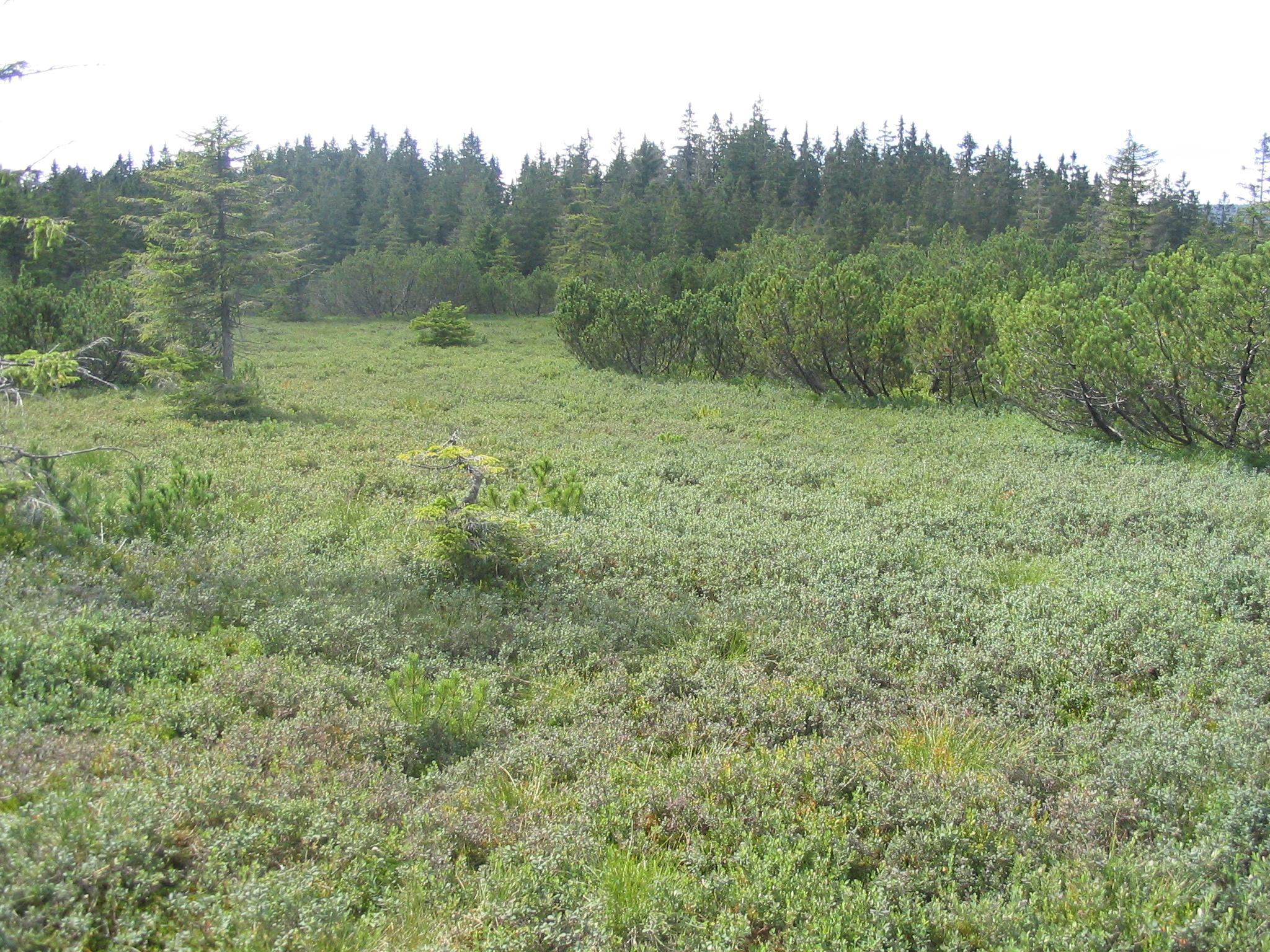
Moorgebiet in der Schluttergasse

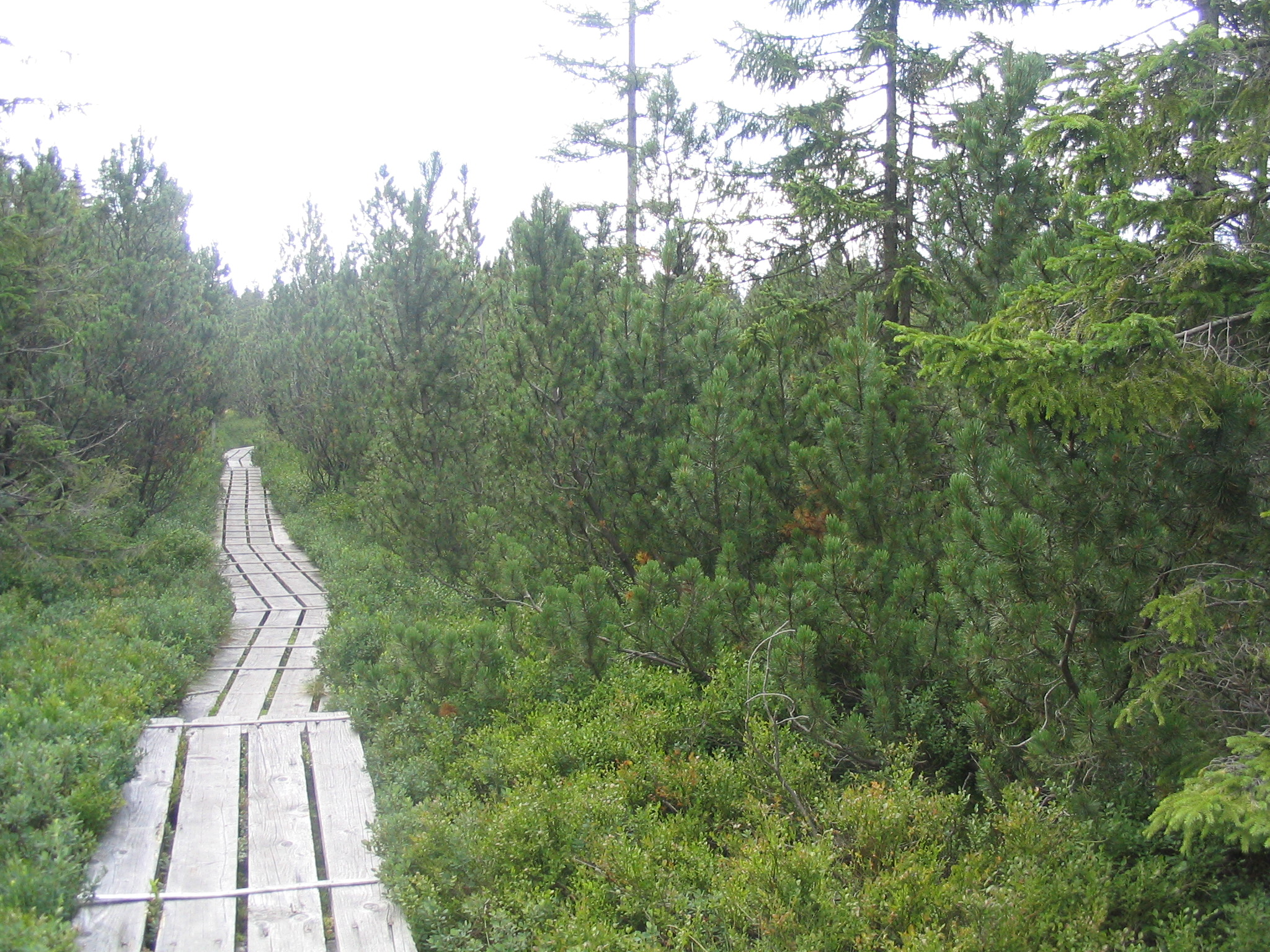
Brettersteig durch das Moor

Die Schluttergasse, auch Latschenfilz genannt, ist ein Hochmoor im Nationalpark Bayerischer Wald und gehört zur Gemeinde Lindberg im Landkreis Regen an der Landesgrenze zu Tschechien.
Das etwa 20 Hektar große Gebiet liegt etwa vier Kilometer östlich von Buchenau in der flachen Mulde einer großen Verebnungsfläche jenseits der Europäischen Hauptwasserscheide, aber noch auf deutschem Gebiet in einer Höhenlage von 1120 bis 1170 Metern; südöstlich schließt auf tschechischer Seite das erheblich größere Weitfällerfilz an. Die Jahresniederschläge sind mit 1.400 Millimetern, manchmal 1.800 Millimetern pro Jahr sehr hoch, die mittlere Jahrestemperatur mit etwa 4 bis 5 Grad dagegen niedrig.
Das Moor entstand nach der letzten Eiszeit, als das Quellwasser nicht in die verdichteten eiszeitlichen Unterlagen auf kristallinem Granit absinken konnte und mit dem Überwiegen der Vernässung durch nährstoffarmes Niederschlagswasser allmählich Torfbildung einsetzte. Über Moor-Dolinen entwickelten sich mehrere Mooraugen, von denen der Latschensee das größte ist. Nordöstlich und nordwestlich des Latschensees befinden sich zwei weitere kleinere Seen. In der Nähe des Latschensees liegt noch ein verlandeter großer Moorsee.
Der Bewuchs des Hochmoors wird durch die Latsche (Legföhre), eine kriechende Form der Bergkiefer geprägt, die aus niederliegendem Grund über vier Meter hoch wachsen kann. In Einzelexemplaren ist auch die Gemeine Fichte vertreten, die in den umgebenden Fichten-Moorwäldern dominiert. Den Unterwuchs bilden Heidelbeere, Preiselbeere und Rauschbeere sowie an offenen Stellen Scheidiges Wollgras.
Darunter befindet sich ein dichter Teppich zahlreicher Moose auf einem mächtigen Lager von Torf. An besonders nassen und mineralarmen Stellen fehlt der Latschenbewuchs, bei stärkerer Austrocknung setzt sich dagegen die Fichte durch.
Über dem Moorgebiet entstehen häufig Wärmegewitter an luftruhigen Sommertagen. Im Frühjahr und Herbst bildet sich bei Hochdruck im Osten und leichtem Ostwind eine Wolkenwalze mit Nebelniederschlag und Sprühregen. Das Gebiet ist zu dieser Zeit sehr nebelreich, wodurch die Sonnenscheindauer und die Wachstumszeit erheblich verkürzt werden.